# まどかぴあ図書館
大野城まどかぴあ図書館（おおのじょうまどかぴあとしょかん）は、福岡県大野城市にある市立図書館。大野城まどかぴあの一階にあり、まどかぴあが完成するまでは、大野城市役所の新館にあって「大野城市民図書館」と呼ばれていた。現在は「まどかぴあ図書館」という名前で市民に親しまれている。1996年、まどかぴあ開館と同時にオープン。

## 開館時間
- 日曜日〜木曜日　午前10時〜午後6時
- 金曜日　午前10時〜午後8時
- 土曜日　午前10時〜午後7時

## 休館日
- 毎月第1・3水曜日
- 年末年始
- 特別整理期間
- 貸出文庫の図書交換日